# Eugène Tisserant
Eugène Gabriel Gervais Laurent Tisserant (Nancy, 24 marzo 1884 – Albano Laziale, 21 febbraio 1972) è stato un cardinale, arcivescovo cattolico e orientalista francese.
Come cardinale decano del collegio cardinalizio presiedette due conclavi, quelli del 1958 (che elesse papa Giovanni XXIII) e del 1963 (che elesse papa Paolo VI), nonché il Consiglio di presidenza del Concilio Vaticano II.

## Biografia
Figlio di Hippolyte Tisserant e Octavée Connard, fu battezzato con il nome di Eugène Gabriel Gervais Laurent.

### Formazione e ministero sacerdotale
Frequentò il liceo-ginnasio nella sua Nancy, dopodiché entrò al seminario, dove dal 1900 al 1904 studiò teologia, Sacra Scrittura, ebraico, siriaco, Antico Testamento, patrologia orientale. Continuò poi gli studi all'École biblique et archéologique française di Gerusalemme (1904-1905), che a quel tempo era diretta dal padre Marie-Joseph Lagrange, O.P.
Tornato in Francia nel giugno 1905 per il servizio militare, continuò ancora gli studi all'Institut catholique di Parigi, dove si perfezionò in cinque lingue: ebraico, siriaco, arabo, etiope e assiro. Si recò nuovamente all'École biblique di Gerusalemme. Fu a questo punto che padre Fulcran Grégoire Vigouroux chiese di averlo a Roma, dove si stavano ponendo le basi del futuro Pontificio Istituto Biblico, e il 19 marzo 1907 lo invitò, a nome di papa Pio X, ad accettare la cattedra di lingue assire.
Fu ordinato presbitero il 4 agosto 1907 a Nancy, per l'imposizione delle mani di monsignor Charles-François Turinaz. La sua carriera ecclesiastica segnò un passo decisivo, quando divenne, a 24 anni, conservatore di manoscritti orientali alla Biblioteca vaticana, un incarico che gli permise di perseguire la sua passione per le lingue orientali e per l'archeologia.
Tisserant partecipò al movimento per la canonizzazione nel 1920 di Giovanna d'Arco e si batté per la normalizzazione dei rapporti fra la Francia e la Santa Sede dopo gli anni delicati seguiti alla separazione tra Stato e Chiesa disposta dalla legge del 9 dicembre 1905.

### Ministero episcopale e cardinalato

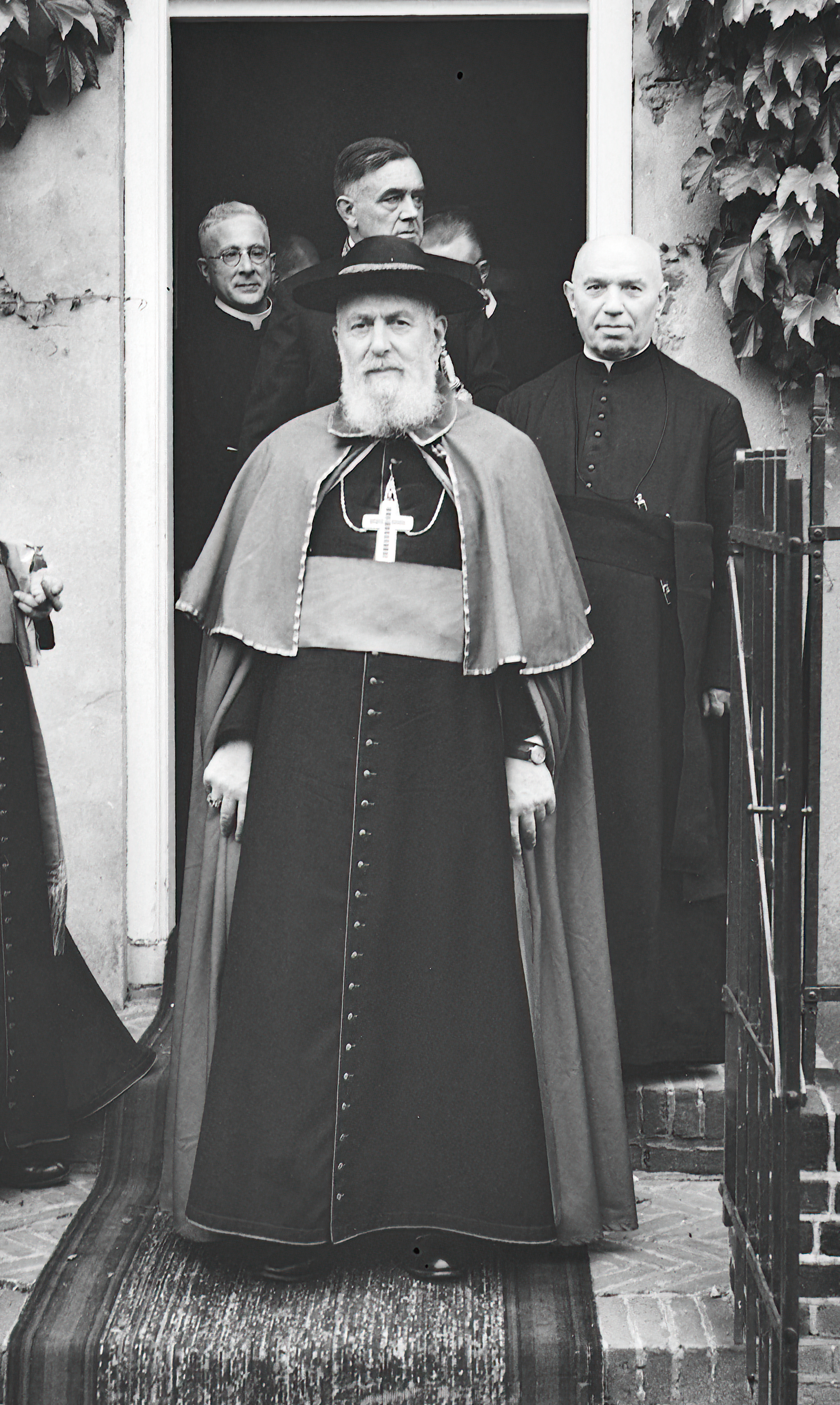
Il cardinale Tisserant nel 1952

Venne creato cardinale da papa Pio XI nel concistoro del 15 giugno 1936 con il titolo dei Santi Vito, Modesto e Crescenzia. Il successivo 19 giugno fu nominato segretario della Sacra Congregazione per la Chiesa Orientale, che guidò fino all'11 novembre 1959.
Un anno più tardi, il 25 giugno 1937, venne nominato arcivescovo ricevendo il titolo arcivescovile di Iconio. L'ordinazione episcopale gli fu conferita, all'Altare della Cattedra della Basilica Vaticana, dall'allora cardinale segretario di Stato, Eugenio Pacelli, futuro papa Pio XII, co-consacranti mons. Giuseppe Migone, arcivescovo titolare di Nicomedia, elemosiniere segreto di Sua Santità, e mons. Charles Ruch, vescovo di Strasburgo.
Il 13 dicembre 1937 passò all'ordine dei cardinali presbiteri conservando la propria diaconia, elevata pro illa vice a titolo presbiterale. L'11 dicembre 1939 optò per il titolo di Santa Maria sopra Minerva, e il 18 febbraio 1946 divenne cardinale vescovo della sede suburbicaria di Porto e Santa Rufina.
Durante la Seconda guerra mondiale si adoperò per aiutare gli ebrei a sfuggire alle persecuzioni razziali, nascondendoli, impiegandoli nella Biblioteca Apostolica Vaticana o facilitando l'ottenimento dei visti. La sua attività riservata fu a favore degli ebrei francesi che scapparono in Italia, dopo l'invasione della zona libera da parte dei tedeschi, sia verso gli ebrei italiani durante la persecuzione razziale del 1938-1944, e soprattutto dopo l'invasione dell’Italia da parte di Hitler nel 1943, ma anche in favore degli ebrei tedeschi costretti a emigrare dal loro Paese dopo l'ascesa del nazismo al potere. Tra i beneficiari del suo aiuto si ricordano la famiglia di Guido Mendes, il rabbino Nathan Cassuto, Giorgio Levi Della Vida e Aron Friedman. 
Il 21 febbraio 1948 divenne vice-decano e il 13 gennaio 1951 decano del collegio cardinalizio diventando cardinale vescovo anche della sede suburbicaria di Ostia e il successivo 10 marzo anche prefetto della Sacra Congregazione del cerimoniale.
Nel 1957 ottenne un nuovo incarico prestigioso: papa Pio XII lo nominò archivista e bibliotecario di Santa Romana Chiesa, ufficio che tenne per 14 anni.
Partecipò ai conclavi del 1939, 1958 e 1963, gli ultimi due nella veste di decano del collegio cardinalizio.
Nel 1961 divenne gran maestro dell'Ordine equestre del Santo Sepolcro di Gerusalemme e in questa veste, nel 1962, presiede le celebrazioni per i 950 anni della fondazione della cattedrale di Sansepolcro, elevata in quell'anno a basilica minore da papa Giovanni XXIII, essendo la città l'unica al mondo intitolata al nome del Sepolcro di Cristo.
Nel 1961 fu eletto membro dell'Académie française, succedendo al fisico Maurice de Broglie.
Nel 1964 accompagnò Paolo VI nei suoi viaggi in Terrasanta e in India.
A seguito del motu proprio Suburbicariis sedibus dell'11 aprile 1962 e del motu proprio Ecclesiae Sanctae del 6 agosto 1966, si dimise dal governo pastorale delle diocesi suburbicarie di Ostia e di Porto e Santa Rufina il 17 novembre 1966, ricevendo il "titolo suburbicario" delle stesse.
Si dimise dalle cariche di archivista e bibliotecario di Santa Romana Chiesa il 27 marzo 1971; il successivo 8 luglio, con l'entrata in vigore del nuovo statuto, lasciò la presidenza della Pontificia commissione biblica al cardinale Franjo Šeper, prefetto della Congregazione per la dottrina della fede.
Morì il 21 febbraio 1972 ad Albano Laziale.
Dopo i solenni funerali, nella basilica di San Pietro in Vaticano, presieduti da papa Paolo VI (che lo stesso Tisserant aveva consacrato arcivescovo di Milano, il 12 dicembre 1954, in San Pietro), fu sepolto nella chiesa cattedrale dei Sacri Cuori di Gesù e Maria, sede della diocesi di Porto e Santa Rufina, che lo stesso cardinale aveva fatto costruire in località La Storta, sulla Via Cassia, alle porte di Roma.

## Genealogia episcopale e successione apostolica
La genealogia episcopale è:
- Cardinale Scipione Rebiba
- Cardinale Giulio Antonio Santori
- Cardinale Girolamo Bernerio, O.P.
- Arcivescovo Galeazzo Sanvitale
- Cardinale Ludovico Ludovisi
- Cardinale Luigi Caetani
- Cardinale Ulderico Carpegna
- Cardinale Paluzzo Paluzzi Altieri degli Albertoni
- Papa Benedetto XIII
- Papa Benedetto XIV
- Papa Clemente XIII
- Cardinale Marcantonio Colonna
- Cardinale Giacinto Sigismondo Gerdil, B.
- Cardinale Giulio Maria della Somaglia
- Cardinale Carlo Odescalchi, S.I.
- Cardinale Costantino Patrizi Naro
- Cardinale Lucido Maria Parocchi
- Papa Pio X
- Papa Benedetto XV
- Papa Pio XII
- Cardinale Eugène Tisserant

La successione apostolica è:
- Vescovo Pietro Villa, F.S.C.I. (1946)
- Arcivescovo Paolo Pappalardo (1948)
- Patriarca Alberto Gori, O.F.M. (1949)
- Arcivescovo Matthew Kavukattu (1950)
- Vescovo Sebastian Emmanuel Vayalil (1950)
- Arcivescovo Diego Venini (1951)
- Vescovo Ghebre Jesus Jacob (1951)
- Vescovo Hailé Mariam Cahsai (1951)
- Cardinale Paolo Bertoli (1952)
- Arcivescovo Pietro Sfair (1953)
- Arcivescovo Raffaele Forni (1953)
- Cardinale Joseph Parecattil (1953)
- Papa Paolo VI (1954)
- Arcivescovo Nicholas Thomas Elko (1955)
- Vescovo Urbain-Marie Person, O.F.M.Cap. (1955)
- Vescovo Sebastian Valloppilly (1956)
- Vescovo Thomas Mongo (1956)
- Vescovo Matthew Pothanamuzhi (1956)
- Cardinale Bernardin Gantin (1957)
- Vescovo Tito Mancini (1961)
- Cardinale Federico Callori di Vignale (1965)
- Cardinale Benno Walter Gut, O.S.B. (1967)
- Cardinale Francis John Brennan (1967)

## Onorificenze
- 2020: giusto tra le nazioni[2]